# Обуда (остров)
Обуда (венг. Óbudai), также известный как Остров-верфь (венг. Hajógyári-sziget) — крупнейший остров акватории Дуная, находящийся на территории Будапешта в районе Обуда, III округе. Известен благодаря наличию большой рекреационной зоны и как место проведения с 1993 года ежегодного музыкального фестиваля «Сигет».

## Географическое положение
Остров Обуда появился из пустой породы, которую вынесли воды Дуная: изначально это был риф, состоявший из двух соединившихся слоёв земли. Побережье острова находится в пределах 1651-го и 1654-го километров Дуная. Площадь — 108 га (1,08 км²), длина — 2750 м, ширина — не более 500 м (на отметке 1655-го километра Дуная). Остров Обуда находится примерно в 70—80 м от берегов Дуная; на него можно попасть с К-моста, ведущего к западной части острова. Через северную часть острова проходит Уйпештский железнодорожный мост, через южную — мост Арпада, соединяющий Буду и Пешт.

## История

### До XIX века
Остров Обуда ранее входил в зону древнеримского города Аквинкума, где в 89 году н. э. располагался римский легион. В 106 году Аквинкум стал столицей Паннонии, к концу II века его численность выросла до 40 тысяч человек. Римляне покинули город в 409 году, а на острове при короле Матьяше I Корвине появилась охотничья избушка. С XVII века остров, равно как и весь город Обуда, принадлежал семейству Зичи.

### XIX век
В XIX веке на острове был основан графом Иштваном Сеченьи судостроительный завод, первый корабль на верфи был построен в 1836 году — это был пароход «Арпад». В том же году на острове были обнаружены древнеримские укрепления. 28 гектаров (69 аров) территории острова было отведено под судостроительный завод, остальные земли использовались в сельском хозяйстве. До 1858 года на остров можно было добраться только на пароме, пока не был построен первый мост.

### XX век
В 1900-е годы остров Обуда стали называть Большим островом, а затем — и Островом-верфью. Вскоре промышленное производство на Обуде прекратилось, порт перешёл во владения Венгерского яхт-клуба. На месте завода в ходе раскопок обнаружили развалины дворца Адриана. В 1960-е годы на острове Обуда стали выращивать морковь, а в 1967 году построили бетонный мост. В 1973 году к столетию союза Обуда — Пешт — Буда был открыт Парк 9 мая, занявший площадь в 18 тысяч м². На территории парка находились множество игровых площадок, которые в 1999 году почти полностью сгорели, а в 2004 году их снесли. Всё ещё в аварийном состоянии находятся шесть кортов для игры в теннис.

## Наши дни
С 1993 года на острове проводится музыкальный фестиваль «Сигет» (венг. Sziget — «остров»), который является одним из крупнейших в Европе. Первоначально этот фестиваль назывался Diáksziget (венг. Студенческий остров), который организовали Кароль Герендай и Петер Мюллер Сьями. Энтузиасты, организовавшие фестиваль, оплачивали расходы на его проведение до 1997 года. С 1996 по 2001 год спонсором была компания Pepsi, в честь чего фестиваль назывался Pepsi Sziget. С 2002 года он известен как Sziget Fesztivál.

## Фауна и флора
Значительную часть острова занимает парк отдыха с декоративными кустарниками и цветами. На северной оконечности острова проживает огромное количество водоплавающих птиц. В своём первоначальном состоянии сохранился пойменный лес в западной части острова протяжённостью около 1,5 км, где произрастает белый тополь. В 1994 году ему присвоили статус парка. Здесь также растут чёрные тополя, большие и малые вязы, а также 200-летняя белая ива под названием «Мафусаил».
На острове проживают такие птицы, как зимородок, кобчик, зелёный дятел, сорокопут, серая ворона, кряква и вяхирь. Из насекомых много жуков-усачей (в том числе мускусных усачей).